# فلودروکسی‌کورتید
فلودروکسی‌کورتید (انگلیسی: Fludroxycortide) یک کورتیکواستروئید موضعی مصنوعی است و به عنوان یک درمان ضد التهابی برای استفاده در تحریکات پوستی به کار می‌رود.